# Ocean Eyes
Ocean Eyes é o segundo álbum de estúdio do projeto musical de synthpop Owl City, lançado em 14 de julho de 2009, no iTunes, e em 1 de setembro de 2009 no formato físico. 
A capa do álbum tem uma fotografia do Burj Al Arab. Um segundo CD edição deluxe tem previsão de lançamento para 26 de janeiro de 2010. A lista de faixas desse CD foi divulgada pelo Tommy2.net em 11 de dezembro de 2009.

## Faixas
Todas as faixas escritas e compostas por Adam Young, exceto quando mencionado. 
| N.º            | Título                                                     | Compositor(es)               | Duração |  |
| 1.             | "Cave In" (Participação de Matthew Thiessen)               |                              | 4:02    |  |
| 2.             | "The Bird and The Worm" (Participação de Matthew Thiessen) | Adam Young, Matthew Thiessen | 3:27    |  |
| 3.             | "Hello Seattle"                                            |                              | 2:47    |  |
| 4.             | "Umbrella Beach"                                           |                              | 3:50    |  |
| 5.             | "The Saltwater Room" (Participação de Breanne Duren)       |                              | 4:02    |  |
| 6.             | "Dental Care"                                              |                              | 3:11    |  |
| 7.             | "Meteor Shower"                                            |                              | 2:14    |  |
| 8.             | "On the Wing"                                              |                              | 5:04    |  |
| 9.             | "Fireflies" (Participação de Matthew Thiessen)             |                              | 3:48    |  |
| 10.            | "The Tip of the Iceberg"                                   |                              | 3:22    |  |
| 11.            | "Vanilla Twilight"                                         |                              | 3:51    |  |
| 12.            | "Tidal Wave" (Participação de Matthew Thiessen)            | Adam Young, Matthew Thiessen | 3:10    |  |
| Duração total: | Duração total:                                             | Duração total:               | 42:52   |  |

## Desempenhos nas paradas
| Parada (2009)                     | Posição máxima |
| --------------------------------- | -------------- |
| New Zealand Albums Chart          | 31             |
| UK Albums Chart                   | 47             |
| Billboard 200                     | 8              |
| Billboard Dance/Electronic Albums | 1              |
| Billboard Top Rock Albums         | 2              |